# Droga wojewódzka nr 887
Droga wojewódzka nr 887 (DW887) – droga wojewódzka w województwie podkarpackim, licząca 39 km.

## Miejscowości leżące przy trasie DW887
- Brzozów (DW886)
- Humniska
- Turze Pole
- Jasionów
- Buków
- Trześniów
- Bzianka
- Wróblik Szlachecki
- Ladzin
- Rymanów (DK28)
- Posada Górna
- Rymanów-Zdrój
- Deszno
- Bałucianka
- Królik Polski
- Szklary
- Daliowa (DW897)